# Nanyin
Le Nanyin (« voix du Sud »), connu aussi sous les termes Nanqu (« mélodies du Sud ») et Nanguan (« vents du Sud »),  est un genre musical traditionnel du peuple parlant le minnan dans la province de Fujian, le long de la côte sud-est de la Chine.
« Le Nanyin » a été inscrit en 2009 par l'UNESCO sur 
la liste représentative du patrimoine culturel immatériel de l’humanité.

## Histoire

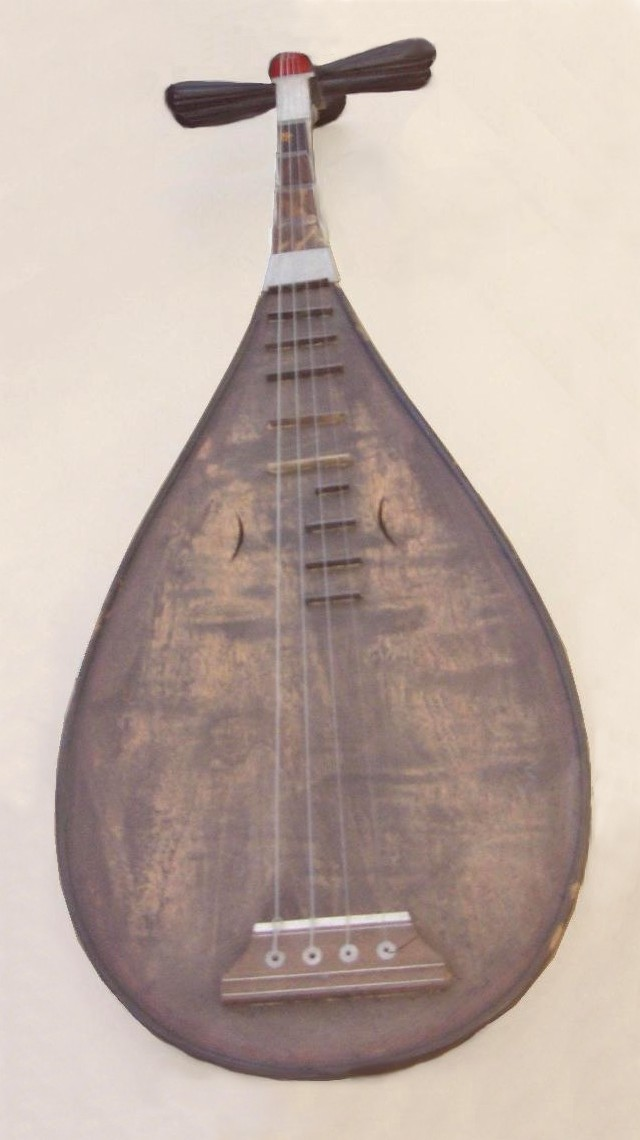
Pipa de la dynastie Qing

Il existe des fresques de la dynastie Tang représentant la Nanyin pipa,
la flute verticale et les cliquettes. Les titres de la musique Nanyin actuelle sont également proches de ceux de la dynastie Tang. La musique Nanyin de Fujian était répandue durant la dynastie Qing et est maintenant populaire dans certains pays d'Asie du sud-est.

## Instruments
Les représentations de Nanyin de Fujian peuvent être classés en deux catégories : shangsiguan et xiasiguan.
Le shangsiguan est principalement joué en intérieur avec la flute verticale, l’erxian, la pipa (instrument), le sanxian et les cliquettes.
Le xiasiguan est lui plutôt joué à l'extérieur avec la suona moyenne, la pipa, le sanxian, l’erxian et de petites percussions.

## Discographie
- Nan-kouan. Ballades chantées par Tsai Hsiao-yüeh, vol. 4-5-6, 1993, Ocora Radio France C 560039-40-41